# Rastellus florisbad
Rastellus florisbad är en spindelart som beskrevs av Norman I. Platnick och Griffin 1990. Rastellus florisbad ingår i släktet Rastellus och familjen Ammoxenidae. Inga underarter finns listade i Catalogue of Life.